# Maxx Crosby
Maxx Robert Crosby (Lapeer, Michigan, 22 augustus 1997) is een Amerikaans Americanfootballspeler voor de Las Vegas Raiders (NFL). Mayfield nam in 2022 deel aan de Pro Bowl.